# Peter Freichel
Peter Freichel (* 8. November 1953 in Merzig) ist ein deutscher Politiker (SPD).
Nach der Volksschule besuchte Freichel die Gewerbeschule und absolvierte danach eine Ausbildung zum Stahlbauschlosser. 1972 legte er seine Facharbeiterprüfung ab. Seit 1971 engagiert sich Freichel gewerkschaftlich und ist aktives Mitglied der IG Metall. Ab 1971 war er Jugendvertreter im Betriebsrat des Dillinger Stahlbaus in Saarlouis, ab 1976 Mitglied im Betriebsrat und ab 1985 freigestelltes Betriebsratsmitglied sowie Gesamtbetriebsratsvorsitzender. Derzeit gehört er dem geschäftsführenden Vorstand des Konzernbetriebsrats der MAN AG an.
Freichel ist Mitglied der SPD und engagiert sich in der Arbeitsgemeinschaft für Arbeit. Von 1984 bis 2024 war er Ortsratsmitglied in Saarwellingen, von 2016 bis 2024 war er Ortsvorsteher. 1992 rückte er für den ausgeschiedenen Leo Petry in den Landtag des Saarlandes nach, dem er bis zum Ende der Legislaturperiode 1994 angehört. Eine direkte Wiederwahl gelang ihm nicht, jedoch konnte er 1996 erneut als Nachrücker – diesmal für Heiko Maas – in das Landesparlament einziehen. Bei den Wahlen 1999 bewarb er sich nicht erneut um ein Mandat.
Freichel ist römisch-katholisch. Er ist verheiratet und hat zwei Söhne.